# Tsitana tsita
Tsitana tsita es una especie de mariposa, de la familia de los hespéridos.

## Distribución
Tsitana tsita tiene una distribución restringida a la región Afrotropical y ha sido reportada en South Africa, KwaZulu-Natal, Mpumalanga, Zambia, Zimbabue, Malawi.

## Plantas hospederas
Las larvas de T. tsita se alimentan de plantas de la familia Poaceae. Se ha reportado en Stipa dregeana. 